# Karl-Johan Svensson
Karl-Johan Svensson (senare Sarland), född 12 mars 1887 i Solna, död 20 januari 1964 i Hedvig Eleonora församling, Stockholm, var en svensk gymnast.
Svensson blev olympisk guldmedaljör 1908 och 1912. Han är begravd på Norra begravningsplatsen utanför Stockholm.